# والتر هوفر
والتر هوفر (بالإنجليزية: Walter Hoover)‏ هو مجدف أمريكي، ولد في 30 ديسمبر 1934 في لون باين ‏ في الولايات المتحدة.

## وصلات خارجية
- والتر هوفر على موقع الاتحاد الدولي للتجديف (الإنجليزية)
- والتر هوفر على موقع اللجنة الأولمبية الدولية (الإنجليزية)
- والتر هوفر على موقع أوليمبيديا (الإنجليزية)